# Bala expansiva

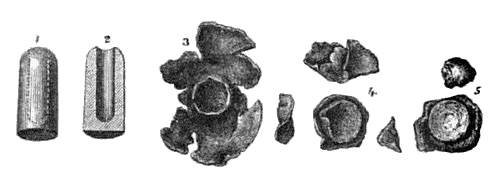
Dibujos de 1870 de una bala de fusil Express de punta hueca antes del disparo (1, 2) y después de recuperarlas de animales (3, 4, 5), muestran la expansión y fragmentación.

Las balas expansivas son proyectiles diseñados para expandirse en el impacto, aumentando de diámetro para limitar la penetración o producir una herida de diámetro mayor para una incapacidad más rápida. Por lo tanto, se utilizan para la caza y por algunos departamentos de policía, pero se prohíben generalmente para el uso en guerra. Dos diseños típicos son la bala de punta hueca y la bala de punta blanda o también conocidas en inglés como bala hollow-point y bala soft-point respectivamente.

## Función y uso
Las balas expansivas están diseñadas para expandirse en el impacto, a veces hasta el doble de su diámetro. Esto reduce la velocidad de la bala pero transfiere más de su energía cinética al objetivo, creando un canal de herida mayor. Por esta razón las balas que se expanden se utilizan a menudo en la caza porque su poder de parada aumenta la posibilidad de una muerte rápida. Hay una serie de diseños utilizados para la caza de diferentes presas y para usar en armas con diferentes velocidades de salida. Las balas utilizadas para presas medianas y grandes necesitan una mejor penetración, lo que significa que las balas están diseñadas para mantener la integridad y para una menor expansión. Las velocidades a las que impactan las balas afectan su expansión y penetración.
Las balas expansivas tienen menos probabilidades de pasar a través del objetivo, y si lo hacen, saldrán a una velocidad más baja. Esto reduce el riesgo de disparos accidentales. Por esta razón, y para maximizar el efecto de detención, las organizaciones de aplicación de la ley utilizan balas expansivas. Incluso entonces se necesita algo de penetración, por ej. Para penetrar en un parabrisas o ropa gruesa.

## Nombres
Las balas expansivas han recibido muchos nombres a través de los años. Tal vez el más arraigado en el imaginario popular sea el de «Dum-dum» o «dumdum», que fue un cartucho creado a partir de un antiguo modelo británico producido en el Arsenal de Dum Dum, cerca de Calcuta, India por el Capitán Neville Bertie-Clay. Este arsenal produjo varios modelos de balas expansivas para el cartucho .303 British, incluyendo las de punta blanda y diseños de punta hueca. Sin embargo, éstas no fueron las primeras balas expansivas; Las balas expansivas de punta hueca se usaban comúnmente para el juego de cacería llamado "hunting thin skinned game" en fusiles Express ya en la mitad de la década de 1870. El uso del término «Dum-dum», es aplicado a las balas expansivas que no sean de los primeros modelos del .303 British y es considerado como un nombre de ejemplo por la mayoría de las municiones y las fuentes balísticas. Los fabricantes tienen muchos términos para describir la construcción particular de los diversos tipos de balas expansivas, aunque la mayoría encajan en la categoría de balas de punta blanda o de punta hueca.
Otro nombre que se le dio inicialmente fue el que usó el General Tweedie, apodándolas «balas hongo» (mushroom bullet), citado en el New York Times en 1892.

## Historia

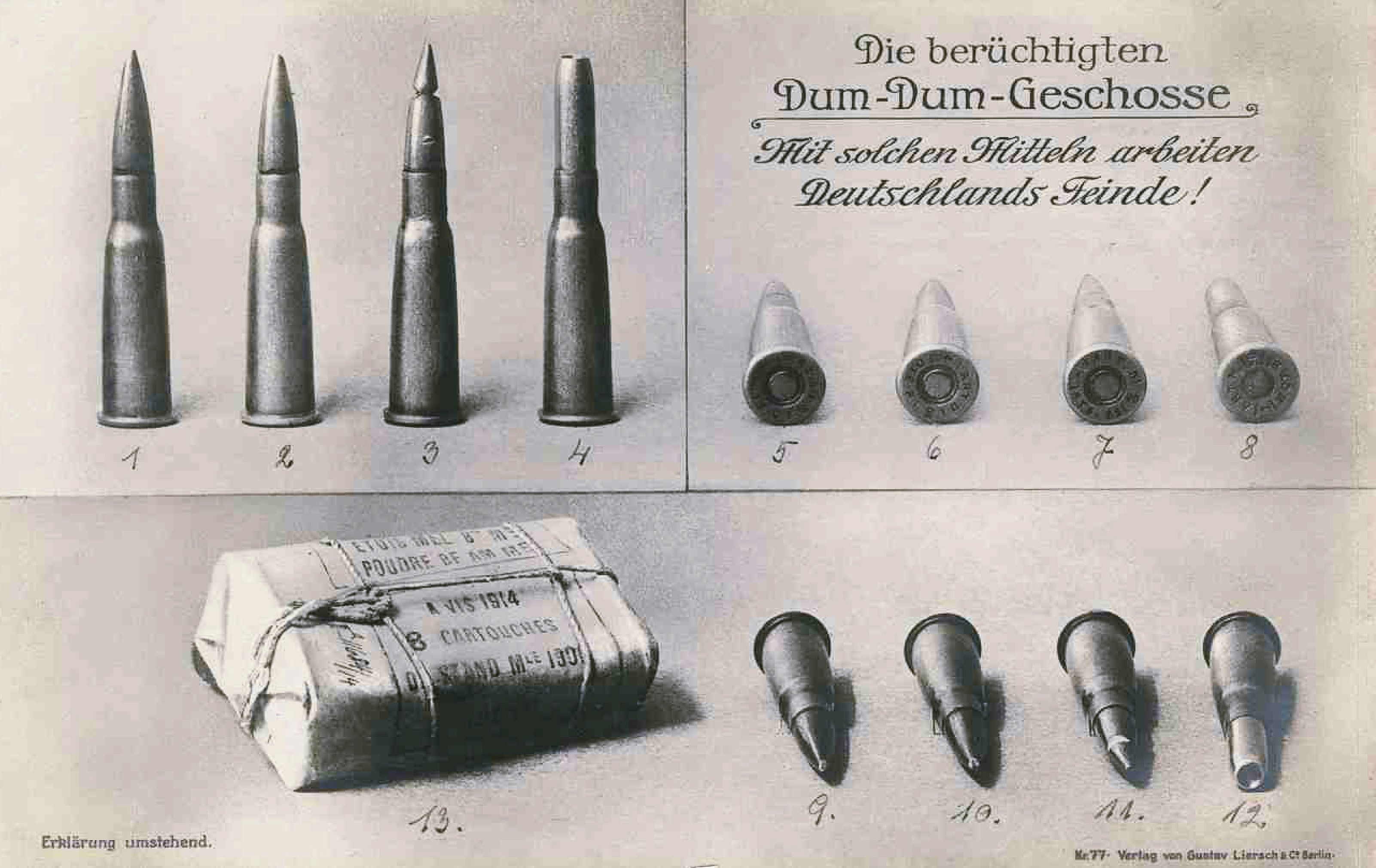
Propaganda alemana de la Primera Guerra Mundial: balas francesas Dum-Dum (1916).

Las balas antiguas por lo general eran esferas de plomo casi puro, que es un metal blando. Estas a menudo se aplanan al impactar con el objetivo, causando una herida más grande que el diámetro original de la bola. La adopción del ánima rayada permitió el uso de balas más largas y pesadas, pero éstas aún se construían de plomo blando y con frecuencia duplicaban su diámetro tras el impacto. En este caso, la expansión era un efecto secundario de los materiales, y no hay evidencia de que las balas hayan sido diseñadas para expandirse en el momento del impacto.
Los primeros ejemplos de balas diseñadas específicamente para expandirse en el impacto fueron las disparadas por fusiles Express, que se desarrollaron a mediados del siglo XIX. Los fusiles Express utilizaron cargas de pólvora más grandes y balas más livianas para alcanzar velocidades mayores con los cartuchos de pólvora negra. Un método para aligerar las balas utilizadas fue proveerlas de una cavidad profunda en la punta de la bala. Estas fueron las primeras balas de punta hueca, y además de desarrollar velocidades más altas, también se expandieron significativamente al impactar. Estas balas de punta hueca funcionaron bien en la caza de animales de piel delgada, pero tendieron a romperse frente a animales más grandes, lo que resultaba en una penetración insuficiente. Una solución a esto fue la "bala de expansión cruciforme", una bala sólida con una incisión en forma de cruz en la punta. Esta sección dividida se expande solo hasta la profundidad de la incisión, lo que la convierte en una forma de bala de expansión controlada.
A fines del siglo XIX, la invención de la cordita y otros propelentes "sin humo" a base de nitrocelulosa permitió una mayor velocidad que la provista por la pólvora negra, junto con trayectorias más planas y, por consiguiente, mayores probabilidades de impacto. Sin embargo, limitar el retroceso a un nivel aceptable requería proyectiles de mayor velocidad que fueran más livianas y, por lo tanto, de menor diámetro.
Poco después de la adopción de  de la pólvora sin humo en las armas de fuego, se comenzaron a utilizar balas encamisadas para evitar la acumulación de plomo en el ánima causada por las presiones y velocidades más altas cuando se utilizan con balas de plomo blando. Sin embargo, pronto se notó que tales balas de calibre pequeño eran menos efectivas para herir o matar a un enemigo que las balas de plomo blando de gran calibre más antiguas. En el Ejército Indio Británico, el Arsenal de Dum Dum produjo una solución: el revestimiento se retiró de la punta de la bala, creando así las primeras balas de punta blanda. Como el encamisado de la bala del cartucho Mark II no cubría su base, esto podría llevar a que el encamisado quedara en el cañón. Este problema potencial resultó en el rechazo del diseño Dum-dum y llevó al desarrollo independiente de los cartuchos .303 British Mark III, Mark IV (1897) y Mark V (1899), que montaban balas de punta hueca, con el encamisado cubriendo su base; mientras que estos se produjeron en Gran Bretaña y no en el arsenal Dum-Dum, el nombre "Dum-dum" ya se había asociado con balas expansivas, y se siguió usando para referirse a las balas expansivas. Las balas expansivas se expandían al impactar a un diámetro significativamente mayor que el diámetro de la bala original de 7,70 mm, produciendo heridas de mayor diámetro que las versiones con cubierta de metal completo. El cartucho Mark IV fue lo suficientemente exitoso en su primer uso en la batalla de Omdurmán que los soldados británicos provistos con los cartuchos estándar Mark II comenzaron a quitar la parte superior del encamisado, convirtiendo a los cartuchos Mark II en tipos de Dum-dum improvisados.
En 1898, el gobierno alemán presentó una protesta contra el uso del cartucho Mark IV, alegando que las heridas producidas sus balas eran excesivas e inhumanas, violando así las leyes de la guerra. La protesta, sin embargo, se basó en la comparación de las heridas producidas por balas expansivas y no expansivas de fusiles de cacería de alta velocidad, en lugar de una comparación de los cartuchos .303 British con balas expansivas y el anterior cartucho estándar de gran calibre que reemplazó, el .577/450 Martini–Henry. Debido a que la energía era aproximadamente la misma, las heridas causadas por la bala expansiva del .303 British eran menos graves que las causadas por la bala de plomo macizo y de mayor calibre utilizada por el Martini-Henry.
Las protestas alemanas fueron efectivas, sin embargo, resultando en la prohibición del uso de balas expansivas en la guerra. Los británicos reemplazaron las balas de punta hueca con nuevas balas con cubierta de metal completo, y utilizaron los lotes restantes de balas expansivas para la práctica.
Durante la Conferencia de La Haya de 1899, la delegación británica intentó justificar el uso de la bala dum-dum señalando su utilidad al reprimir levantamientos en sus colonias. Barbara W. Tuchman escribe que "desarrolladas por los británicos para detener la avalancha de fanáticos, las balas fueron defendidas vigorosamente por Sir John Ardagh contra el acalorado ataque de todos, excepto el delegado militar estadounidense, el capitán Crozier, cuyo país estaba a punto de utilizarlas en Filipinas. En la guerra contra los salvajes, Ardagh explicó a un público absorto, 'los hombres penetraron a través de nuestro último modelo de proyectiles de pequeño calibre, que hacen pequeños agujeros limpios', sin embargo, fueron capaces de seguir corriendo y acercarse. 'El soldado civilizado cuando recibe un disparo reconoce que está herido y sabe que cuanto antes lo atiendan, más pronto se recuperará. Se acuesta en su camilla y se lo lleva fuera del campo a su ambulancia, donde es atendido. Un fanático bárbaro, herido de manera similar, continúa corriendo, lanza o espada en mano; y antes de que tenga tiempo de decirle que su conducta es una flagrante violación del entendimiento con respecto al curso apropiado que debe seguir el hombre herido, puede que le haya cortado la cabeza'". Sin embargo, el resto de los delegados en el Conferencia de La Haya de 1899 no aceptaron esta justificación y votaron 22-2 para prohibir el uso futuro de la bala dum-dum.

## Legalidad

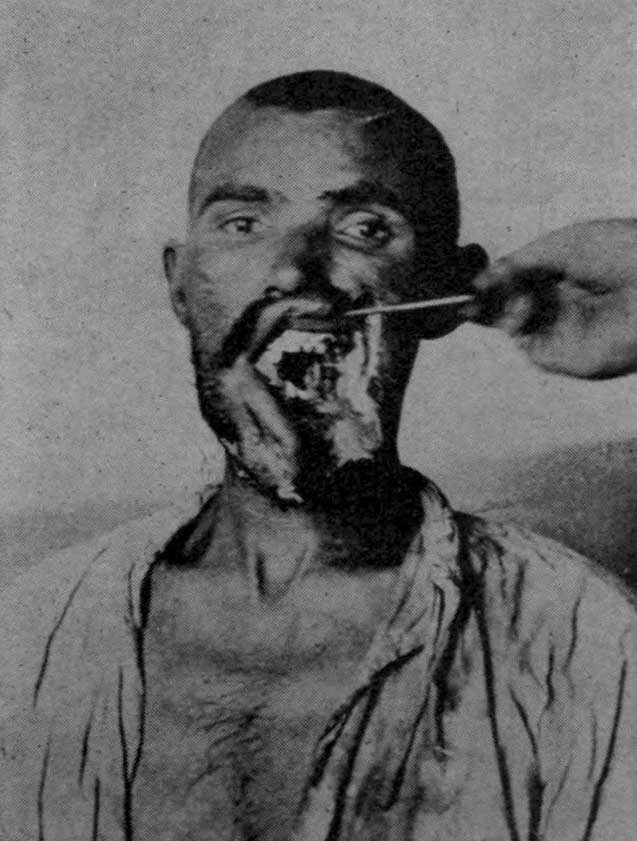
Un soldado serbio en la Primera Guerra Mundial muestra su herida provocada por una bala dum-dum.

La Conferencia de La Haya de 1899, la Declaración III prohíbe el uso de balas expansivas en la guerra internacional. A menudo se cree incorrectamente que esto está prohibido por los Convenios de Ginebra, pero es anterior a esos convenios, y de hecho es una continuación de la Declaración de San Petersburgo en 1868, que prohibió los proyectiles explosivos de menos de 400 gramos.
El texto de la declaración dice que "La presente Declaración solo es vinculante para los Poderes Contratantes en el caso de una guerra entre dos o más de ellos". Hasta hace relativamente poco, la prohibición del uso de balas expansivas solo era aplicable a los conflictos armados internacionales entre los países que la han firmado. Según el estudio de derecho internacional consuetudinario del Comité Internacional de la Cruz Roja, el derecho internacional consuetudinario ahora prohíbe su uso en cualquier conflicto armado. Esto ha sido cuestionado por los Estados Unidos que sostiene que el uso de balas expansivas puede ser legal cuando existe una clara necesidad militar. La adopción de una enmienda al Artículo 8 en la Conferencia de Revisión del Estatuto de Roma en Kampala hace que el uso de balas expansivas en conflictos armados no internacionales sea un crimen de guerra.
Debido a que la Convención de La Haya se aplica solo al uso de balas expansivas en la guerra, el uso de munición expansiva sigue siendo legal en otras circunstancias, a menos que esté restringido o prohibido por las leyes locales. Ejemplos de esto son el uso de balas expansivas apropiadas en la caza, donde es deseable detener al animal rápidamente ya sea para evitar la pérdida de un animal de caza, o asegurar una muerte digna del animal, y en la aplicación de la ley o la autodefensa, donde rápidamente neutralizar a un agresor puede ser necesario para evitar una mayor pérdida de vidas, o donde la bala debe permanecer dentro del objetivo para evitar daños colaterales.